# 李光耀公共政策学院
李光耀公共政策学院是新加坡国立大学的一所自治研究生院，以已故前新加坡总理李光耀命名。

## 简介

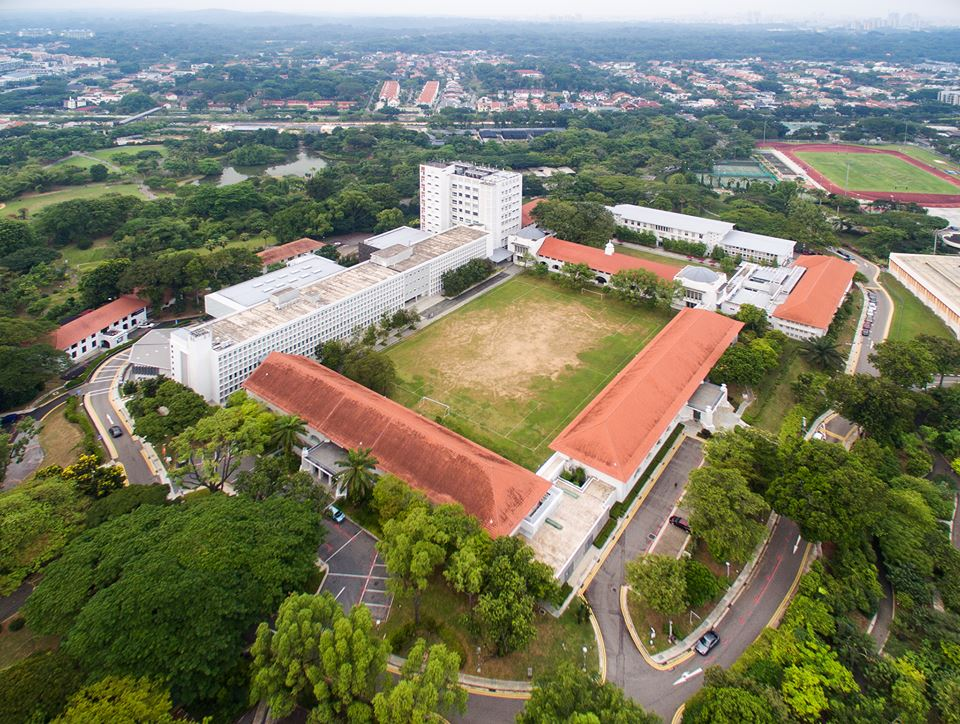
李光耀公共政策学院與法學院位於武吉知馬校區

李光耀公共政策学院或称李光耀学院是新加坡国立大学的一所自治研究生院。它于2004年8月4日正式启动，以纪念新加坡第一位也是任职时间最长的总理。学院继承了新加坡国立大学于1992年与哈佛大学肯尼迪政府学院共同设立的政策学位。如今，李光耀学院提供五个硕士学位项目、一个高级奖学金项目和一个博士项目，并拥有四个研究中心。
学院使命是成为亚洲领先的全球公共政策学校，培养思想领导力，提高治理标准并改变生活以实现更可持续的世界。

## 学位设置
学校提供五个研究生学位课程。
- 公共政策硕士（MPP） - 两年制课程
- 国际事务硕士（MIA） - 两年制课程
- 公共管理硕士 (MPA) – 一年制课程
- 公共行政与管理硕士（MPAM，中文授课）

以及提供公共政策博士学位和李光耀公共服务高级奖学金计划 （页面存档备份，存于）。